# Бернардо Товар
Бернардо Товар Анте (шп. Bernardo Tovar Ante; Попајан , 5. јануар 1951) је колумбијски стрелац. Учествовао је четири пута на Олимпијским играма 1984, 1988, 1992. и 1996. Најбољи резултат остварио је 1988. када је освојио шесто место мк шиштољем 25 м брза паљба. На церемонији отвараља Олимпијских игара 1992. у Барселони припала му је част да носи заставу Колумбије. Најзачајнији успех у својој каријери остварио је на Светском првенству 1990. у Москви када је освојио златну медаљу ваздушним пиштољем. Једини је светски шампион у стрељаштву из Колумбије поред Хелмута Белингродта.

## Спољашњи извори
- Бернардо Товар на сајту Sports-Reference.com (архивирано)